# Cunevo
Cunevo é uma comuna italiana da região do Trentino-Alto Ádige, província de Trento, com cerca de 546 habitantes. Estende-se por uma área de 5 km², tendo uma densidade populacional de 109 hab/km². Faz fronteira com Tuenno, Flavon, Denno.